# Adam-lès-Passavant
Ne doit pas être confondu avec Adam-lès-Vercel.
Pour les articles homonymes, voir Adam (homonymie).
Adam-lès-Passavant est une commune française située dans le département du Doubs, la région culturelle et historique de Franche-Comté et la région administrative Bourgogne-Franche-Comté.

## Géographie

### Climat
Pour des articles plus généraux, voir Climat de la Bourgogne-Franche-Comté et Climat du Doubs.
En 2010, le climat de la commune est de type climat de montagne, selon une étude du Centre national de la recherche scientifique s'appuyant sur une série de données couvrant la période 1971-2000. En 2020, Météo-France publie une typologie des climats de la France métropolitaine dans laquelle la commune est exposée à un climat semi-continental et est dans la région climatique Jura, caractérisée par une forte pluviométrie en toutes saisons (1 000 à 1 500 mm/an), des hivers rigoureux et un ensoleillement médiocre.
Pour la période 1971-2000, la température annuelle moyenne est de 9,8 °C, avec une amplitude thermique annuelle de 17,2 °C. Le cumul annuel moyen de précipitations est de 1 297 mm, avec 13,4 jours de précipitations en janvier et 10,9 jours en juillet. Pour la période 1991-2020, la température moyenne annuelle observée sur la station météorologique de Météo-France la plus proche, « Branne_sapc », sur la commune de Branne à 12 km à vol d'oiseau, est de 11,1 °C et le cumul annuel moyen de précipitations est de 1 127,0 mm. 
La température maximale relevée sur cette station est de 39 °C, atteinte le 7 août 2015 ; la température minimale est de −19,8 °C, atteinte le 20 décembre 2009,,.
Les paramètres climatiques de la commune ont été estimés pour le milieu du siècle (2041-2070) selon différents scénarios d'émission de gaz à effet de serre à partir des nouvelles projections climatiques de référence DRIAS-2020. Ils sont consultables sur un site dédié publié par Météo-France en novembre 2022.

## Urbanisme

### Typologie
Au 1er janvier 2024, Adam-lès-Passavant est catégorisée commune rurale à habitat dispersé, selon la nouvelle grille communale de densité à 7 niveaux définie par l'Insee en 2022.
Elle est située hors unité urbaine et hors attraction des villes,.

### Occupation des sols
L'occupation des sols de la commune, telle qu'elle ressort de la base de données européenne d’occupation biophysique des sols Corine Land Cover (CLC), est marquée par l'importance des territoires agricoles (62,4 % en 2018), en augmentation par rapport à 1990 (61,1 %). La répartition détaillée en 2018 est la suivante : 
zones agricoles hétérogènes (48,1 %), forêts (37,6 %), prairies (14,3 %). L'évolution de l’occupation des sols de la commune et de ses infrastructures peut être observée sur les différentes représentations cartographiques du territoire : la carte de Cassini (XVIIIe siècle), la carte d'état-major (1820-1866) et les cartes ou photos aériennes de l'IGN pour la période actuelle (1950 à aujourd'hui).

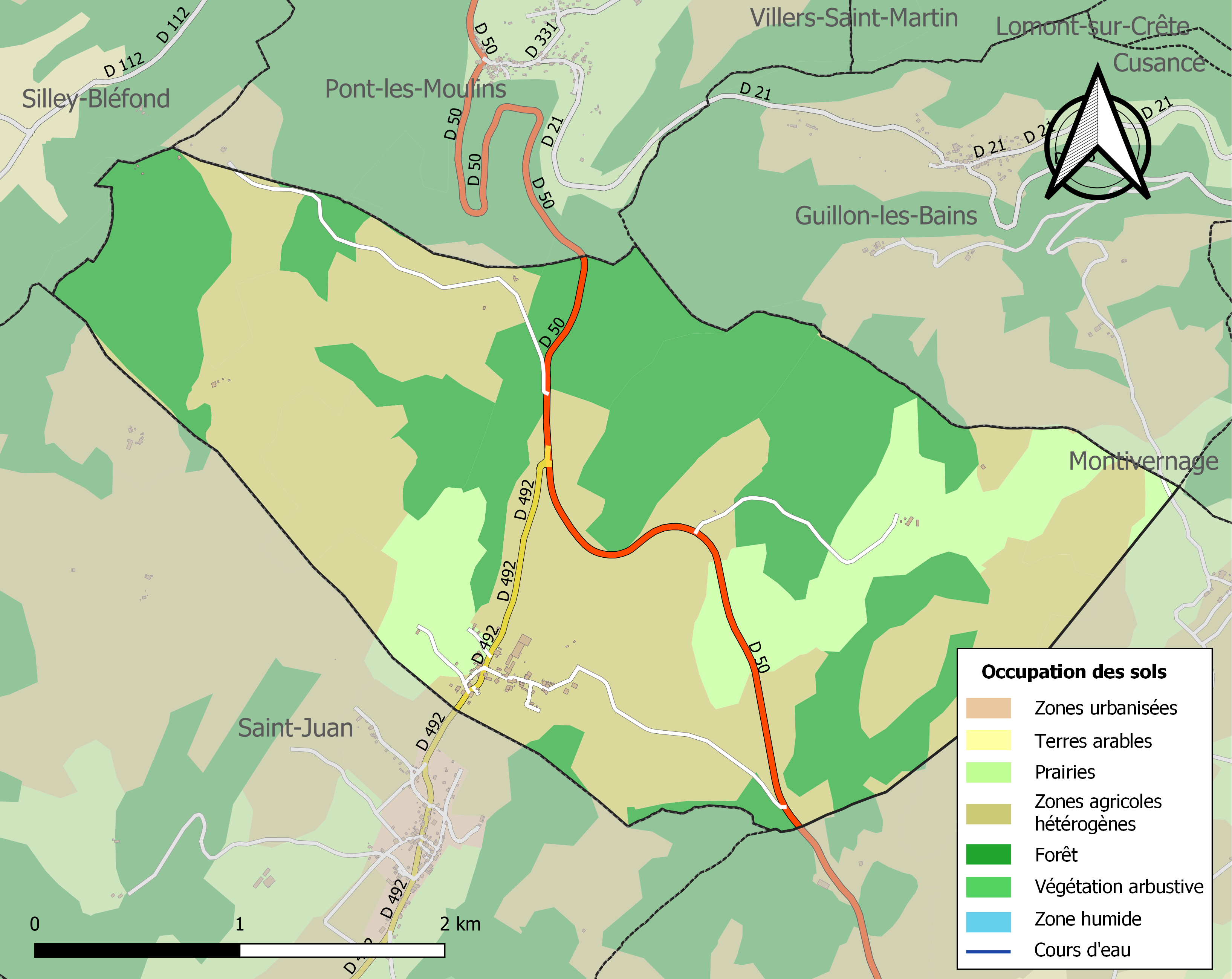
Carte des infrastructures et de l'occupation des sols de la commune en 2018 (CLC).

## Politique et administration

### Liste des maires
| Période    | Période  | Identité                     | Étiquette | Qualité               |
| ---------- | -------- | ---------------------------- | --------- | --------------------- |
| avant 1988 | ?        | René Bourriot                |           |                       |
| avant 2002 | ?        | Roland Faivre                | DVD       |                       |
| 2008       | mai 2020 | Marie-Françoise Schneeberger | DVD       | Cadre, réélue en 2014 |
| mai 2020   | En cours | Ghislaine Deleuze            |           |                       |

### Tendances politiques et résultats
Le résultat de l'élection présidentielle de 2012 dans cette commune est le suivant :
| Candidat       | Candidat                    | Premier tour | Premier tour | Second tour | Second tour |
| Candidat       | Candidat                    | Voix         | %            | Voix        | %           |
| -------------- | --------------------------- | ------------ | ------------ | ----------- | ----------- |
|                | Eva Joly (EÉLV)             | 0            | 0,00         |             |             |
|                | Marine Le Pen (FN)          | 8            | 14,04        |             |             |
|                | Nicolas Sarkozy (UMP)       | 27           | 47,37        | 40          | 74,07       |
|                | Jean-Luc Mélenchon (FG)     | 7            | 12,28        |             |             |
|                | Philippe Poutou (NPA)       | 0            | 0,00         |             |             |
|                | Nathalie Arthaud (LO)       | 0            | 0,00         |             |             |
|                | Jacques Cheminade (SP)      | 0            | 0,00         |             |             |
|                | François Bayrou (MoDem)     | 1            | 1,75         |             |             |
|                | Nicolas Dupont-Aignan (DLR) | 4            | 7,02         |             |             |
|                | François Hollande (PS)      | 6            | 10,53        | 14          | 25,93       |
|                |                             |              |              |             |             |
| Inscrits       | Inscrits                    | 74           | 100,00       | 74          | 100,00      |
| Abstentions    | Abstentions                 | 14           | 18,92        | 13          | 17,57       |
| Votants        | Votants                     | 60           | 81,08        | 61          | 82,43       |
| Blancs et nuls | Blancs et nuls              | 3            | 5,00         | 7           | 11,48       |
| Exprimés       | Exprimés                    | 57           | 95,00        | 54          | 88,52       |

Le résultat de l'élection présidentielle de 2017 dans cette commune est le suivant :
| Candidat    | Candidat                    | Premier tour | Premier tour | Deuxième tour | Deuxième tour |  |
| Candidat    | Candidat                    | %            | Voix         | %             | Voix          |  |
| ----------- | --------------------------- | ------------ | ------------ | ------------- | ------------- |  |
|             | Nicolas Dupont-Aignan (DLF) | 1,92         | 1            |               |               |  |
|             | Marine Le Pen (FN)          | 42,31        | 22           | 43,18         | 19            |  |
|             | Emmanuel Macron (EM)        | 5,77         | 3            | 56,82         | 25            |  |
|             | Benoît Hamon (PS)           | 0,00         | 0            |               |               |  |
|             | Nathalie Arthaud (LO)       | 1,92         | 1            |               |               |  |
|             | Philippe Poutou (NPA)       | 3,85         | 2            |               |               |  |
|             | Jacques Cheminade (SP)      | 0,00         | 0            |               |               |  |
|             | Jean Lassalle (RES)         | 3,85         | 2            |               |               |  |
|             | Jean-Luc Mélenchon (LFI)    | 11,54        | 6            |               |               |  |
|             | François Asselineau (UPR)   | 0,00         | 0            |               |               |  |
|             | François Fillon (LR)        | 28,85        | 15           |               |               |  |
|             |                             |              |              |               |               |  |
| Inscrits    | Inscrits                    | 69           | 100,00       | 69            | 100,00        |  |
| Abstentions | Abstentions                 | 15           | 21,74        | 17            | 24,64         |  |
| Votants     | Votants                     | 54           | 78,26        | 52            | 75,36         |  |
| Blancs      | Blancs                      | 0            | 0,00         | 6             | 11,54         |  |
| Nuls        | Nuls                        | 2            | 3,70         | 2             | 3,85          |  |
| Exprimés    | Exprimés                    | 52           | 96,30        | 44            | 84,62         |  |

## Démographie
L'évolution du nombre d'habitants est connue à travers les recensements de la population effectués dans la commune depuis 1793. Pour les communes de moins de 10 000 habitants, une enquête de recensement portant sur toute la population est réalisée tous les cinq ans, les populations de référence des années intermédiaires étant quant à elles estimées par interpolation ou extrapolation. Pour la commune, le premier recensement exhaustif entrant dans le cadre du nouveau dispositif a été réalisé en 2006.

En 2022, la commune comptait 88 habitants, en évolution de −3,3 % par rapport à 2016 (Doubs : +1,88 %, France hors Mayotte : +2,11 %).
| 1793 | 1800 | 1806 | 1821 | 1831 | 1836 | 1841 | 1846 | 1851 |
| ---- | ---- | ---- | ---- | ---- | ---- | ---- | ---- | ---- |
| 209  | 203  | 221  | 178  | 246  | 251  | 276  | 261  | 262  |

| 1856 | 1861 | 1866 | 1872 | 1876 | 1881 | 1886 | 1891 | 1896 |
| ---- | ---- | ---- | ---- | ---- | ---- | ---- | ---- | ---- |
| 223  | 227  | 213  | 199  | 204  | 203  | 209  | 192  | 159  |

| 1901 | 1906 | 1911 | 1921 | 1926 | 1931 | 1936 | 1946 | 1954 |
| ---- | ---- | ---- | ---- | ---- | ---- | ---- | ---- | ---- |
| 146  | 144  | 118  | 118  | 125  | 105  | 107  | 104  | 93   |

| 1962 | 1968 | 1975 | 1982 | 1990 | 1999 | 2006 | 2011 | 2016 |
| ---- | ---- | ---- | ---- | ---- | ---- | ---- | ---- | ---- |
| 83   | 65   | 72   | 71   | 77   | 77   | 85   | 101  | 91   |

| 2021 | 2022 | - | - | - | - | - | - | - |
| ---- | ---- | - | - | - | - | - | - | - |
| 88   | 88   | - | - | - | - | - | - | - |

## Culture locale et patrimoine

### Lieux et monuments
Début 2017, la commune est « réputée sans clochers ».

### Adam-lès-Passavant dans les arts
Adam-lès-Passavant est citée dans le poème d'Aragon, Le Conscrit des cent villages, écrit comme acte de Résistance intellectuelle de manière clandestine au printemps 1943, pendant la Seconde Guerre mondiale.